# Marinski zaljev
Marinski zaljev je zaljev smješten na zapadu Splitsko-dalmatinske županije. Najveće mjesto na obali je Marina po kojoj je zaljev dobio ime. U blizini se nalazi naselje Seget Vranjica i mjesto Poljica na sjevernoj obali zaljeva. Zaljev ima marinu za jahte i jedrilice. Cijeli zaljev je dug oko 5,5 km, a najveća širina mu je oko 1,36 km.
Marinski zaljev ima puno uvala i jedan rt (Pasji rt). Nema otoka, a obala je krševita. Veće uvale su: Stipan-Jaz, Poljica, Prališće, Velika Borovica, Bakakarac. Manje uvale su Fangara, Mala Borovica i Sv. Luka.

## Gospodarstvo
Na obali je razvijeno maslinarstvo, vinogradarstvo, ribarstvo, manje stočarstvo i turizam. Najveći prihodi su od turizma, a maslinovo ulje se izvozi u veće hrvatske gradove.

## Stanovništvo
Stanovnici su većinom Hrvati, katoličke vjere.

## Vanjske poveznice
|  | Zajednički poslužitelj ima još gradiva o temi Marinski zaljev |